# Красновка (Чулымский район)
Красновка — посёлок в Чулымском районе Новосибирской области. Входит в состав Кокошинского сельсовета.

## География
Площадь посёлка — 48 га.

## Население
| 2002 | 2007 | 2010 |
| ---- | ---- | ---- |
| 194  | ↘176 | ↘150 |

## Инфраструктура
В посёлке по данным на 2007 год функционирует 1 учреждение образования.
До 1997 года в непосредственной близости с поселком проходила ныне несуществующая однопутная железнодорожная ветка "ст. Кокошино - ст. Пихтовка", по которой осуществлялись регулярные грузопассажирские перевозки. Около поселка имелась ж/д остановочная платформа "о.п. 7 км".